# کوجان (هوراند)
کوجان یکی از روستاهای استان آذربایجان شرقی است که در دهستان دودانگه بخش مرکزی شهرستان هوراند واقع شده‌است.این روستا ۳۲ نفر جمعیت دارد.